# Bharat Nalluri
Bharat Nalluri est un réalisateur britannique, né en 1965 en Inde.

## Filmographie

### Cinéma
- 1997 : Downtime (en)
- 1998 : Killing Time
- 2000 : The Crow 3: Salvation
- 2008 : Miss Pettigrew (Miss Pettigrew Lives for a Day)
- 2010 : Outcasts
- 2015 : MI-5 Infiltration
- 2017 : Charles Dickens, l'homme qui inventa Noël (The Man Who Invented Christmas)

### Télévision
- 1995 : New Voices : épisode In Bed with Jimmy Monty
- 2001 : Cyclops
- 2004 : Les Arnaqueurs VIP : épisodes Picture Perfect, Faking It, The Con is Con
- 2006 : Life on Mars : épisodes 1 et 2 de la saison 1
- 2006 : The Hunters
- 2006 : Tsunami : Les Jours d'après
- 2009 : Cupid (en) : épisode pilote
- 2011 : Outcasts : épisodes 1 et 2 de la saison 1
- 2011 : Torchwood : épisode Miracle Day : The New World
- 2002-2011 : MI-5 : épisodes 1 et 2 des saisons 1 et 2, épisodes 5 et 6 de la saison 10
- 2012 : Dr Emily Owens épisodes 1, 2 et 4 de la saison 1
- 2014 : Les 100